# جمال الدين الإسنوي
جمال الدين أبو محمد عبد الرحيم بن الحسن بن علي بن عمر بن علي بن إبراهيم الأموي الإسنوي الشافعيّ (704 - 772 هـ / 1305 - 1370 م) فقيه وأصولي شافعي، من علماء العربية. ولد بإسنا، وقدم القاهرة سنة 721هـ فانتهت إليه رياسة الشافعية. وولي الحسبة ووكالة بيت المال، ثم اعتزل الحسبة.
من كتبه «المُهِمّات على الروضة» في الفقه، و«الهداية إلى أوهام الكفاية» و«الأشباه والنظائر» و«جواهر البحرين» و«طراز المحافل» فقه، و«مطالع الدقائق» فقه، و«الكوكب الدري» في استخراج المسائل الشرعية من القواعد النحوية، و«نهاية السول شرح منهاج الأصول» و«التمهيد» في تخريج الفروع على الأصول، و«الجواهر المضية في شرح المقدمة الرحبية» في الفرائض، و«الكلمات المهمة في مباشرة أهل الذمة» و«نهاية الراغب» في العروض، وله «طبقات الفقهاء الشافعية».

## مدينة إسنا
مدينة إسنا من المدن التي انتسب إليها عدد من العلماء والفقهاء، تقع في صعيد مصر على الشاطئ الغربي للنيل شمال مدينة «إدفو»، وكان من الذين نسبوا إلى إسنا الفقيه الشافعي «نور الدين الإسنوي إبراهيم بن هبة الله بن علي» الذي تولى الإفتاء والتدريس، وله مؤلفات في علوم مختلفة كالأصول والفقه والنحو، تولى القضاء في بعض أقاليم مصر، واشتهر منها كذلك الفقيه الشافعي «عماد الدين الإسنوي محمد بن الحسن بن علي» الذي كان عالمًا بأصول الفقه والتصوف وصاحب قدرة عالية في الجدل والمناظرة، وقد تمتع بحسن التعبير عن الأشياء الرقيقة بالألفاظ الرشيقة، وهو أخو الفقيه «جمال الدين الإسنوي» صاحب كتاب «طبقات الشافعية».

## سيرته الشخصية
ولد جمال الدين الإسنوي في نهاية شهر ذي الحجة 704هـ، يوليو 1306م بإسنا، واسمه هو «عبد الرحيم بن الحسن بن علي بن عمر»، وقد حفظ القرآن الكريم في صغره وتعلم مبادئ القراءة والكتابة، ثم قصد القاهرة مدينة العلوم التي كانت قبلة طلاب العلم في ذلك العصر سنة 721هـ، 1321م، فأقبل على العلوم المختلفة وعُرف عنه جودة الحفظ، واهتم في بادئ الأمر باللغة العربية، حتى إنه كان لا يُعرف إلا بالنحو، وأخذ علوم اللغة عن «أبي الحسن النحوي» و«أبي حيان النحوي» الذي قال له: «لم أشيّخ أحدًا في سنك» وذلك أن عمر الإسنوي وقتئذٍ كان عشرين سنة، لكن فهمه وعقله ونبوغه تجاوز هذا العمر حتى عده بعض شيوخه عالمًا مثلهم. وقد واصل الإسنوي إقباله على العلوم الشرعية والعقلية واللغوية، وتلقى العلم عن أساطين العلوم في عصره ومنهم: «القطب السنباطي» و«الجلال القزويني» و«المجد الزنكلوني» و«التقي السبكي» حتى برع في الفقه والأصول واللغة، امتاز الإسنوي بقدرته الفائقة على تنظيم أوقاته بين العمل والتصنيف والتأليف، فلم يبلغ الإسنوي السابعة والعشرين من عمره حتى كان يجلس لتدريس التفسير بجامع أحمد بن طولون، وكان وقتها من منارات الإشعاع العلمي والفقهي في مصر، ثم تولى بعض الوظائف العامة مثل وكالة بيت المال والحسبة إلا أنه عزل نفسه عنها لخلاف وقع بينه وبين الوزير ابن قزوينة، وانتهت إليه رئاسة الشافعية في عصره، ودرّس في المدارس الكبيرة في مصر، والتي كانت تعتبر بمثابة الجامعات ومنها المدرسة الملكية والإقبغاوية والفاضلية، وكان يقضي أغلب وقته في التأليف، فأقبل عليه طلبة العلم وانتفع به العديد منهم.

## أخلاقه
كان الإسنوي من العلماء العاملين، كما كان بجانب علمه الغزير ذا أخلاق كريمة وصفات نبيلة جعلت كلامه يعرف طريقه إلى قلوب طلابه، فكان لا ينفق وقته إلا في المفيد النافع، وهي صفة استوقفت كثيرًا ممن ترجم له، قال ابن حجر العسقلاني عنه: «ولازم الاشتغال والتصنيف فكانت أوقاته محفوظة مستوعِبة لذلك». وعُرف عنه اللين والتواضع، فقد كان يتودد إلى طلابه ويقربهم إليه، ويحنو عليهم ويصلهم ويحرص على إيصال العلم لمن لا يفهمه حتى وإن اقتضى الأمر إعادته أكثر من مرة، كان يشجع طلابه ومريديه على الحديث، فإذا ذكر بعضهم أمامه مسألة علمية أو فقهية يستمع إليها باهتمام كأنما يسمعها لأول مرة جبرًا لخاطر المتحدث، يقول ابن حجر عنه: «كان فقيهًا ماهرًا ومعلمًا ناصحًا ومفيدًا صالحًا، مع البر والدين والتودد والتواضع، وكان يقرّب الضعيف المستهان، ويحرص على إيصال الفائدة للبليد وكان ربما ذكر عنده المبتدئ الفائدة المطروقة فيصغي إليه كأنه لم يسمعها؛ جبرًا لخاطره».
كان في هذا العالم مزج بين العلم والخُلُق في وقت كان يظن فيه بعض العلماء أن الحزم البالغ والشدة في معاملة طلابه، وإسماعهم العلم فقط دون الاستماع منهم، ورؤية الإسنوي كانت بعيدة كل البعد عن هذا الطريق؛ لأنه كان ينطلق من رؤية دينية وتربوية تؤمن أن أفضل السبل لتدريس العلم أن تقترب من طلابك وتقربهم إليك وألا توجد فجوة بينهم وبين العلم، أو فجوة بين العلم والأخلاق وقد نجح الإسنوي في ذلك، فتقرب بخُلُقه إلى طلابه حتى يأخذ بأيديهم إلى علمه، فأحبت القلوب دروسه، وأقبل الناس عليه من كل مكان حتى قال عنه الحافظ العراقي: «اشتغل في العلوم حتى صار أوحد زمانه، وشيخ الشافعية في أوانه، وصنف التصانيف النافعة السائرة، وتخرج به طلبة الديار المصرية، وكان حسن الشكل والتصنيف، ليّن الجانب، كثير الإحسان». وقال عنه ابن حبيب «إمامٌ يمّ علمه عَجَاج، وماء فضله ثَجَاج، ولسان فضله عن المشكلات فجاج، كان بحرًا في الشروع والأصول، محققًا لما يقول من النقول، تخرج به الفضلاء، وانتفع به العلماء».
وقال عنه جلال الدين السيوطي: «انتهت إليه رياسة الشافعية، وصار المشار إليه بالديار المصرية، وكان ناصحًا في التعليم مع البر والدين». وقد روى عن الإسنوي بعض أقطاب عصره خاصة الحافظ أبو الفضل العراقي.

## مصنفاته
لم يكتف الإسنوي بتدريس العلم والوعظ، بل أخذ بنصيب وافر في التصنيف والتأليف، فزادت كتبه على الثلاثين مصنفًا، ساعده على ذلك جودة حفظه وتلقيه للعلوم ونبوغه حتى نُعت بـ«الشيخ» وهو لا يزال في سن صغيرة، كذلك تلقيه العلم عن كبار علماء عصره كان له أكبر الأثر في تمكنه وارتقائه في عدد من العلوم، بالإضافة إلى أنه بدأ التأليف في سن مبكرة نسبيًا وهو ما كان له دور في غزارة إنتاجه العلمي، ولم تقتصر مشاركة الإسنوي العلمية على جانب معين بل تعدته إلى جوانب مختلفة؛ حيث صنف في الفقه والأصول والنحو والطبقات وغيرها.
وأشهر كتبه المطبوعة «طبقات الشافعية» و«نهاية السول شرح منهاج الوصول إلى علم الأصول» أما معظم كتبه فهي مخطوطة وأهمها:
في الفقه: «المهمات على الروضة»، و«شرح الرافعي» و«الهداية إلى أوهام الكفاية»، و«الجواهر»، و«شرح منهاج الفقه»، و«الفروق».
وفي الأصول: «نهاية السول شرح منهاج الوصول إلى علم الأصول» للبيضاوي، و«التمهيد في تنزيل الفروع على الأصول».
وفي النحو: «الكواكب الدرية في تنزيل الفروع الفقهية على القواعد النحوية»، و«شرح عروض ابن الحاجب».
ومن كتبه الأخرى: «الفتاوى الحجوية»، و«طراز المحافل في ألغاز المسائل»، و«تذكرة النبيه في تصحيح التنبيه»، و«شرح التعجيز لابن يونس الموصلي».

## وفاته
توفي الشيخ جمال الدين الإسنوي ليلة الأحد 18 جمادى الأولى 772هـ، 9 ديسمبر 1370م ودُفن قرب مقابر الصوفية بالقاهرة.

## وصلات خارجية
- بعض كتب الإِسْنَوي في الموقع الرسمي للمكتبة الشاملة.